# (1765) Wrubel
(1765) Wrubel – planetoida z grupy pasa głównego planetoid okrążająca Słońce w ciągu 5 lat i 240 dni w średniej odległości 3,17 au. Została odkryta 15 grudnia 1957 roku w Goethe Link Observatory (Indiana Asteroid Program) w Brooklynie w stanie Indiana. Nazwa planetoidy pochodzi od Marshala Wrubla, amerykańskiego astronoma. Przed nadaniem nazwy planetoida nosiła oznaczenie tymczasowe (1765) 1957 XB.